# Natação na Universíada de Verão de 1959
A natação na Universíada de Verão de 1959 foi um evento disputado em Turim, na Itália. Foram disputadas 15 modalidades (8 masculino e 7 feminino). 

## Resultado

### Masculino
Os resultados na categoria masculina foram os seguintes. 
| Evento          | Ouro                                     | Ouro    | Prata                               | Prata   | Bronze                           | Bronze  |
| --------------- | ---------------------------------------- | ------- | ----------------------------------- | ------- | -------------------------------- | ------- |
| 100 m Livre     | Igor Lushkovskiy · União Soviética       | 57.0    | Andrzej Salamon · Polónia           | 57.7    | Paolo Pucci · Itália             | 58.0    |
| 400 m Livre     | Igor Lushkovskiy · União Soviética       | 4:43.8  | Ling · Alemanha Oriental            | 4:46.5  | Mario Liotti · Itália            | 4:57.9  |
| 1500 m Livre    | Kadar · Hungria                          | 19:55.7 | Strasser · Alemanha Ocidental       | 20:07.0 | José Cossio Espanha              | 20:10.3 |
| 100 m Costas    | Gilberto Elsa · Itália                   | 1:05.7  | Georgiy Kuvaldin · União Soviética  | 1:06.5  | Mihovil Dorčić · Iugoslávia      | 1:06.6  |
| 200 m Peito     | Hans-Joachim Tröger · Alemanha Ocidental | 2:42.9  | Roberto Lazzari · Itália            | 2:42.9  | Andrzej Klopotowski · Polónia    | 2:45.1  |
| 200 m Borboleta | Fritz Dennerlein · Itália                | 2:21.9  | Grigoriy Kiselyov · União Soviética | 2:25.1  | Pavel Pazdírek · Tchecoslováquia | 2:25.2  |
| 4x200 m Livre   | Itália                                   | 8:53.1  | Hungria                             | 9:07.7  | Alemanha Ocidental               | 9:08.8  |
| 4x100 m Medley  | Itália                                   | 4:20.4  | Tchecoslováquia                     | 4:27.6  | Alemanha Ocidental               | 4:28.5  |

### Feminino
Os resultados na categoria feminina foram os seguintes. 
| Evento          | Ouro                                 | Ouro   | Prata                              | Prata  | Bronze                           | Bronze |
| --------------- | ------------------------------------ | ------ | ---------------------------------- | ------ | -------------------------------- | ------ |
| 100 m Livre     | N. Sacco · Itália                    | 1:09.7 | Ludmila Kottková · Tchecoslováquia | 1:10.3 | Koosje van Voorn · Países Baixos | 1:12.7 |
| 400 m Livre     | Ludmila Kottková · Tchecoslováquia   | 5:33.3 | Christine Gosden · Reino Unido     | 5:42.9 | N. Sacco · Itália                | 5:43.3 |
| 100 m Costas    | Rita Androsoni · Itália              | 1:20.7 | Tindall · Reino Unido              | 1:28.0 | Bosch · Alemanha Ocidental       | 1:28.8 |
| 200 m Peito     | Christine Gosden · Reino Unido       | 2:59.2 | Alessandra Salvi · Itália          | 3:08.2 | Schiemenz · Alemanha Ocidental   | 3:21.1 |
| 100 m Borboleta | Valentina Pozdnyak · União Soviética | 1:13.9 | Christine Gosden · Reino Unido     | 1:14.6 | Cornelia Hruska · Itália         | 1:28.1 |
| 4x200 m Livre   | Reino Unido                          | 4:54.9 | Alemanha Ocidental                 | 5:02.9 | Itália                           | 5:06.4 |
| 4x100 m Medley  | Itália                               | 5:25.5 | Reino Unido                        | 5:32.8 | Alemanha Ocidental               | 5:47.4 |

## Quadro de medalhas
| Ordem | País                   | Medalha de ouro | Medalha de prata | Medalha de bronze |    |
| ----- | ---------------------- | --------------- | ---------------- | ----------------- | -- |
| 1     | ITA Itália             | 7               | 2                | 5                 | 14 |
| 2     | URS União Soviética    | 3               | 2                |                   | 5  |
| 3     | GBR Grã-Bretanha       | 2               | 4                |                   | 6  |
| 4     | FRG Alemanha Ocidental | 1               | 2                | 5                 | 8  |
| 5     | TCH Checoslováquia     | 1               | 2                | 1                 | 4  |
| 6     | HUN Hungria            | 1               | 1                |                   | 2  |
| 7     | POL Polônia            |                 | 1                | 1                 | 2  |
| 8     | GDR Alemanha Oriental  |                 | 1                |                   | 1  |
| 9     | ESP Espanha            |                 |                  | 1                 | 1  |
|       | YUG Iugoslávia         |                 |                  | 1                 | 1  |
|       | NED Países Baixos      |                 |                  | 1                 | 1  |
| TOTAL | TOTAL                  | 15              | 15               | 15                | 45 |